# Sarah Schleper de Gaxiola
Sarah Schleper de Gaxiola (* 19. Februar 1979 in Glenwood Springs, Colorado als Sarah Schleper) ist eine US-amerikanisch-mexikanische Skirennläuferin.

## Biografie
Schleper wuchs in Vail auf, wo ihr Vater einen Skiladen betrieb. Im Alter von zwei Jahren fuhr sie erstmals auf Skiern. 1994 gewann sie den Slalom des Whistler Cups. Im August desselben Jahres fuhr sie ihre ersten FIS-Rennen, und drei Monate später folgten die ersten Einsätze im Nor-Am Cup (dem nordamerikanischen Pendant zum Europacup). Als 16-Jährige nahm sie im November 1995 zum ersten Mal an einem Weltcuprennen teil.
Erster Höhepunkt ihrer Karriere war der zweite Platz im Slalom bei den Juniorenweltmeisterschaften 1997 in Schladming. Nachdem es ihr am 28. Januar 1998 im schwedischen Åre erstmals gelungen war, in die Weltcup-Punkteränge zu fahren, etablierte sie sich im Jahr 2000 dauerhaft in der Gruppe der besten Skifahrerinnen. Schleper konnte sich in 37 Weltcupslaloms und -riesenslaloms unter den besten zehn platzieren. Der einzige Weltcupsieg ihrer Karriere gelang ihr im März 2005 beim Weltcupfinale im schweizerischen Lenzerheide. Bei Großanlässen war Schleper weniger erfolgreich: Die beste Weltmeisterschafts-Platzierung war ein siebter Platz 2005 in Santa Caterina Valfurva, 2006 wurde sie in Sestriere Zehnte im olympischen Slalomrennen.
Wegen einer Knieverletzung musste sie die Saison 2006/07 ausfallen lassen. Die Wettkampfpause verlängerte sich durch eine Schwangerschaft. Nach der Geburt ihres Sohnes im Januar 2008 entschloss sie sich zu einem Comeback. In der Saison 2008/09 war der 13. Platz im Riesenslalom von Aspen ihr bestes Weltcupresultat, bei den Weltmeisterschaften 2009 in Val-d’Isère belegte sie Platz 28 im Slalom und Rang 31 im Riesenslalom. Am 12. Dezember 2009 fuhr Schleper mit Platz acht im Riesenslalom von Val-d’Isère zum ersten Mal seit fast vier Jahren wieder in die Top 10 eines Weltcuprennens. Zwei Wochen später erreichte sie mit Platz fünf im Slalom von Lienz ihr bestes Ergebnis der Saison 2009/10. Bei den Olympischen Winterspielen 2010 in Vancouver wurde sie 14. im Riesenslalom und 16. im Slalom. In der Saison 2010/11 fuhr sie mit Platz acht im Slalom von Zagreb einmal unter die schnellsten zehn. Bei den Weltmeisterschaften 2011 in Garmisch-Partenkirchen belegte sie Rang 21 im Riesenslalom, im Slalom schied sie aus.
Am 29. Dezember 2011 feierte Schleper beim Weltcup-Slalom in Lienz ihren Abschied vom Profirennsport. Dabei ging sie in einem Mini-Kleid an den Start, stoppte bei der Zwischenzeit ab und fuhr von dort aus mit ihrem dreijährigen Sohn in den Armen ins Ziel.
Sarah Schleper ist seit 2007 mit dem Mexikaner Federico Gaxiola verheiratet. Ab Herbst 2013 bemühte sie sich mit Blick auf die Winterspiele in Sotschi um die mexikanische Staatsbürgerschaft, erhielt den mexikanischen Pass jedoch erst im Mai 2014. Schlepers Ziel war dann die Teilnahme im Riesenslalom bei den Weltmeisterschaften 2015 in ihrem Heimatort Vail. Dies gelang ihr, aber sie schied aus. Im Oktober 2014 startete sie erstmals als Mexikanerin in einem Weltcuprennen. Bei den Weltmeisterschaften 2017 trat sie ebenfalls für Mexiko an. Im Super-G belegte sie mit Start-Nr. 39 Platz 37. Kurios war, dass ihr Rennanzug und -helm auf der Anreise abhandengekommen waren und sie sich eine Ausrüstung ausleihen musste, wobei sie in einem Anzug des Schweizer Teams antrat.

## Erfolge

### Olympische Spiele
- Nagano 1998: 22. Slalom, DNF Riesenslalom
- Salt Lake City 2002: 21. Riesenslalom, DNF Slalom
- Turin 2006: 10. Slalom, DNF Riesenslalom
- Vancouver 2010: 14. Riesenslalom, 16. Slalom
- Pyeongchang 2018: 41. Super-G, DNF Riesenslalom
- Peking 2022: 35. Super-G, 37. Riesenslalom

### Weltmeisterschaften
- St. Anton 2001: DNF Riesenslalom, DNF Slalom
- St. Moritz 2003: DNF Riesenslalom, DNF Slalom
- Santa Caterina Valfurva 2005: 7. Slalom, 13. Riesenslalom
- Val-d’Isère 2009: 28. Slalom, 31. Riesenslalom
- Garmisch-Partenkirchen 2011: 21. Riesenslalom, DNF Slalom
- Vail/Beaver Creek 2015: 50. Riesenslalom, DNF Slalom
- St. Moritz 2017: 27. Alpine Kombination, 37. Super-G, 38. Abfahrt, 41. Riesenslalom DNF Slalom
- Åre 2019: 29. Super-G, 42. Riesenslalom
- Cortina d’Ampezzo 2021: 41. Riesenslalom
- Courchevel/Méribel 2023: DSQ Riesenslalom
- Saalbach-Hinterglemm 2025: 37. Riesenslalom

### Juniorenweltmeisterschaften
- Hoch-Ybrig 1996: 5. Slalom
- Schladming 1997: 2. Slalom, 13. Riesenslalom
- Saint-Gervais 1998: 7. Slalom, 12. Riesenslalom

### Weltcup
- 5. Platz Slalom-Disziplinenwertung 2004/05
- insgesamt 38 Top-10-Platzierungen
- 4 Podestplätze, davon 1 Sieg:

| Datum         | Ort         | Land    | Disziplin |
| ------------- | ----------- | ------- | --------- |
| 12. März 2005 | Lenzerheide | Schweiz | Slalom    |

### Nor-Am Cup
- Saison 1999/00: 6. Gesamtwertung, 1. Slalomwertung
- Saison 2000/01: 9. Gesamtwertung, 3. Slalomwertung
- Saison 2003/04: 5. Slalomwertung
- Saison 2009/10: 5. Slalomwertung
- 22 Podestplätze, davon 9 Siege

### Weitere Erfolge
- 2 Podestplätze im Europacup
- 45 Siege in FIS-Rennen
- 6 US-amerikanische Meistertitel (Riesenslalom 1998; Slalom 2001, 2002, 2005 und 2010; Kombination 2011)
- 2 US-amerikanische Juniorenmeistertitel (Super-G und Slalom 1995)